# Le Bel Âge (film, 1927)
Pour les articles homonymes, voir Le Bel Âge.

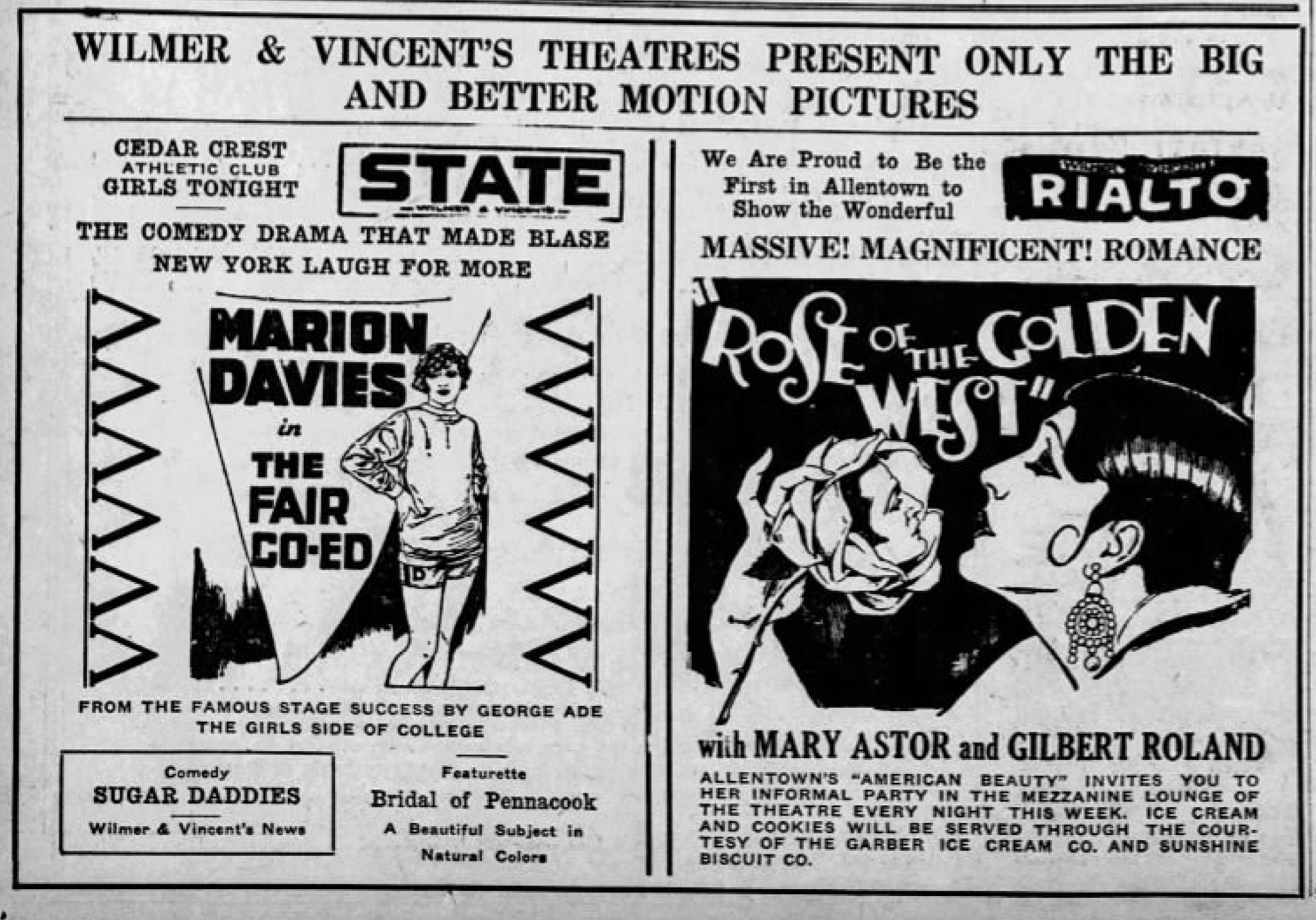
Publicité pour le film

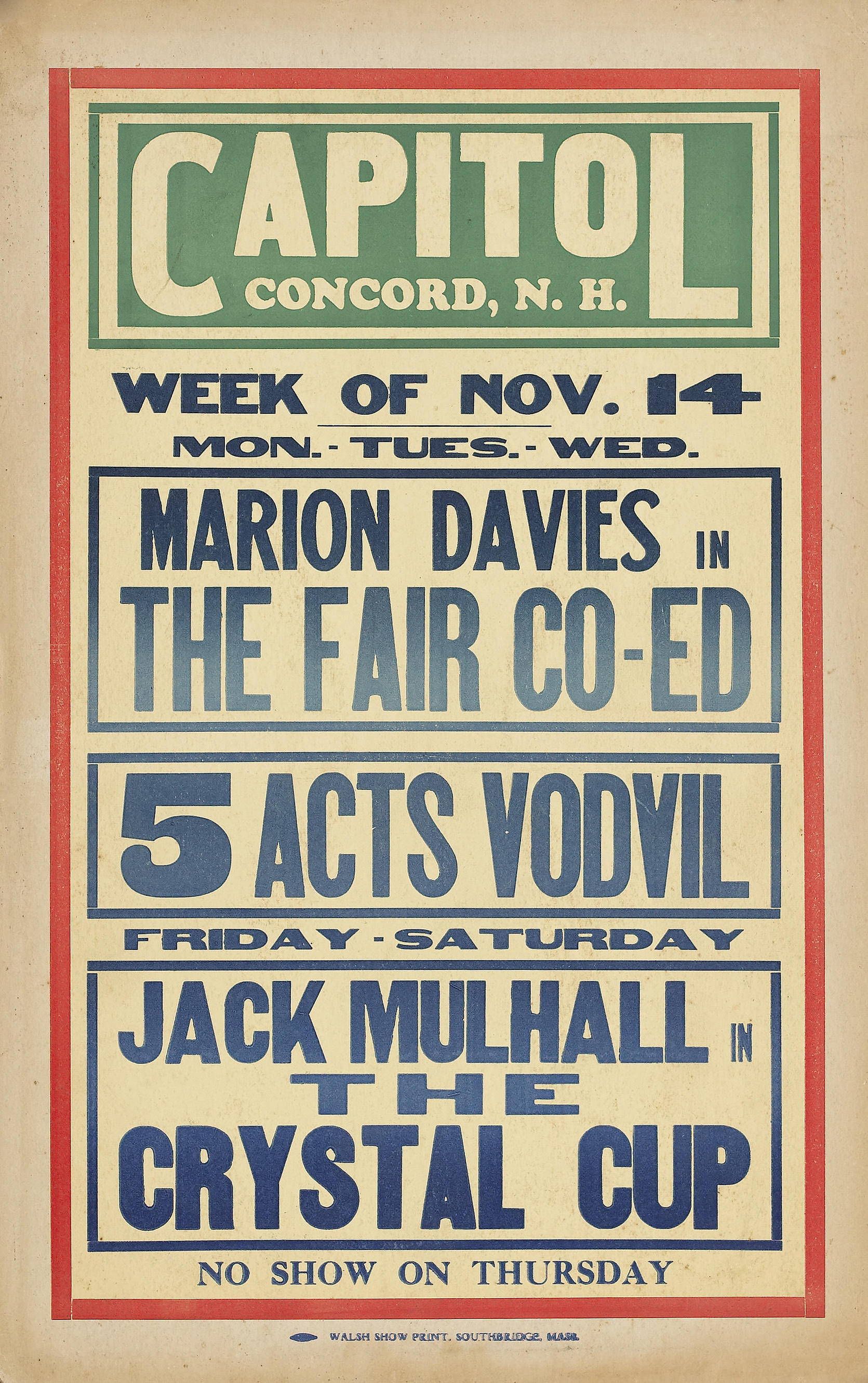
Affiche du film

Le Bel Âge (The Fair Co-Ed) est un film américain réalisé par Sam Wood et sorti en 1927.
C'est l'adaptation au cinéma d'une comédie musicale de Broadway datant de 1909.

## Synopsis
Marion va au lycée pour poursuivre un beau jeune homme et découvre qu'il est l'entraîneur d'une équipe de basket féminine.

## Fiche technique
- Titre original : The Fair Co-Ed
- Réalisation : Sam Wood
- Scénario : Byron Morgan
- Intertitres : Joseph Farnham
- Photographie : John Seitz
- Société de production : Cosmopolitan Productions
- Lieu de tournage : Metro-Goldwyn-Mayer Studios
- Montage : Conrad Nervig
- Durée : 70 minutes (7 bobines)[2]
- Date de sortie: 
  - États-Unis : 23 octobre 1927

## Distribution
- Marion Davies : Marion Bright
- Johnny Mack Brown : Bob
- Jane Winton : Betty
- Thelma Hill : Rose
- Lillian Leighton : Housekeeper
- Gene Stone : Herbert
- Lou Costello : Extra
- Joel McCrea : étudiant
- Jacques Tourneur : Extra